# Bartenstein (österreichisches Adelsgeschlecht)

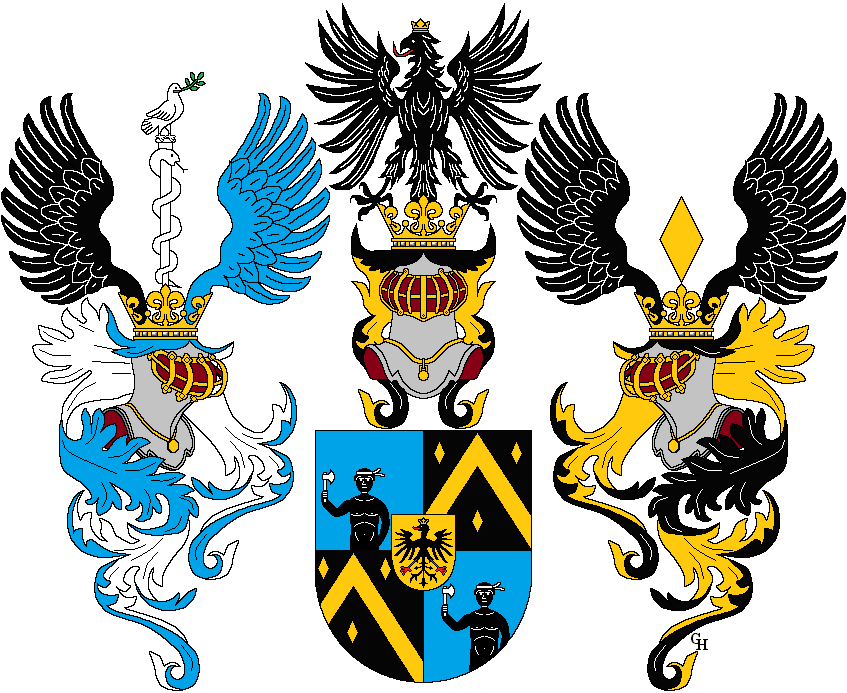
Wappen der Reichsfreiherren von Bartenstein

Die Bartenstein waren eine österreichische Adelsfamilie im 18. und 19. Jahrhundert. Die ursprünglich bürgerliche Familie wurde von Johann Christoph von Bartenstein, Berater Maria Theresias, begründet.

## Geschichte
Die Bartenstein waren in Thüringen und Niedersachsen beheimatet. Johann Philipp Bartenstein (1650–1726) zog nach Straßburg und wurde Professor für Philosophie und Leiter des Straßburger Gymnasiums. 1689 wurde in Straßburg sein Sohn Johann Christoph von Bartenstein geboren. Johann Christoph konvertierte 1715 zum katholischen Glauben und übersiedelte nach Wien. Am kaiserlichen Hof machte er rasche Karriere. 1719 wurde er von Karl VI. in den Ritterstand erhoben, 1732 (nach anderer Quelle: 1733) erhielt er das Adelsdiplom als Reichsfreiherr und stieg auf zum Geheimen Rat und Vizekanzler in der österreichischen Staatskanzlei. Er wurde zum engsten Berater der jungen Maria Theresia. Seine beiden Söhne begründeten zwei Familienlinien, von denen die jüngere 1847 und die ältere 1866 im Mannesstamme erloschen ist.
Seine Söhne und Enkel wurden hohe Beamte in den österreichischen Niederlanden und verbanden sich mit den flämischen Adelsfamilien der Freiherrn Osy von Zeegwaard und der Grafen von Termeeren. Johann Christoph Bartenstein erwarb zahlreiche Güter in Niederösterreich, Mähren und Schlesien, wie 1739 Hennersdorf und Johannesthal, 1749 Schloss Ebreichsdorf, etwas später Schloss Tribuswinkel. Nach dem Ende der österreichischen Herrschaft in den Niederlanden 1795 ließ sich die jüngere Linie endgültig in Niederösterreich nieder. Hauptsitz wurde das 1799 erworbene und ausgebaute Schloss Poysbrunn. Nach dem Tod von Karl Freiherr von Bartenstein (1794–1847) fielen die Familiengüter der jüngeren Linie an die mehrfach mit den Bartenstein verschwägerten Vrints.

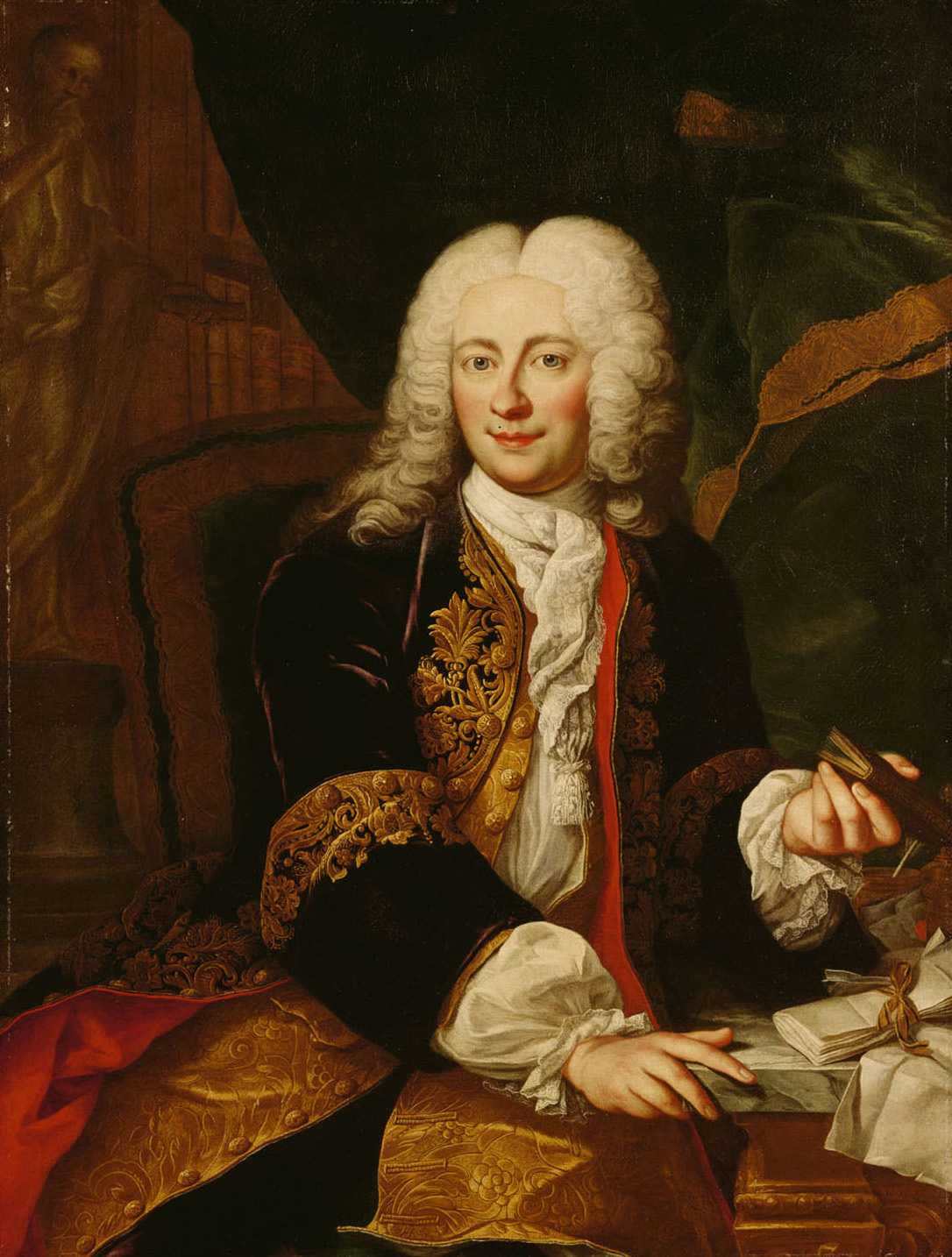
Johann Christoph Freiherr von Bartenstein
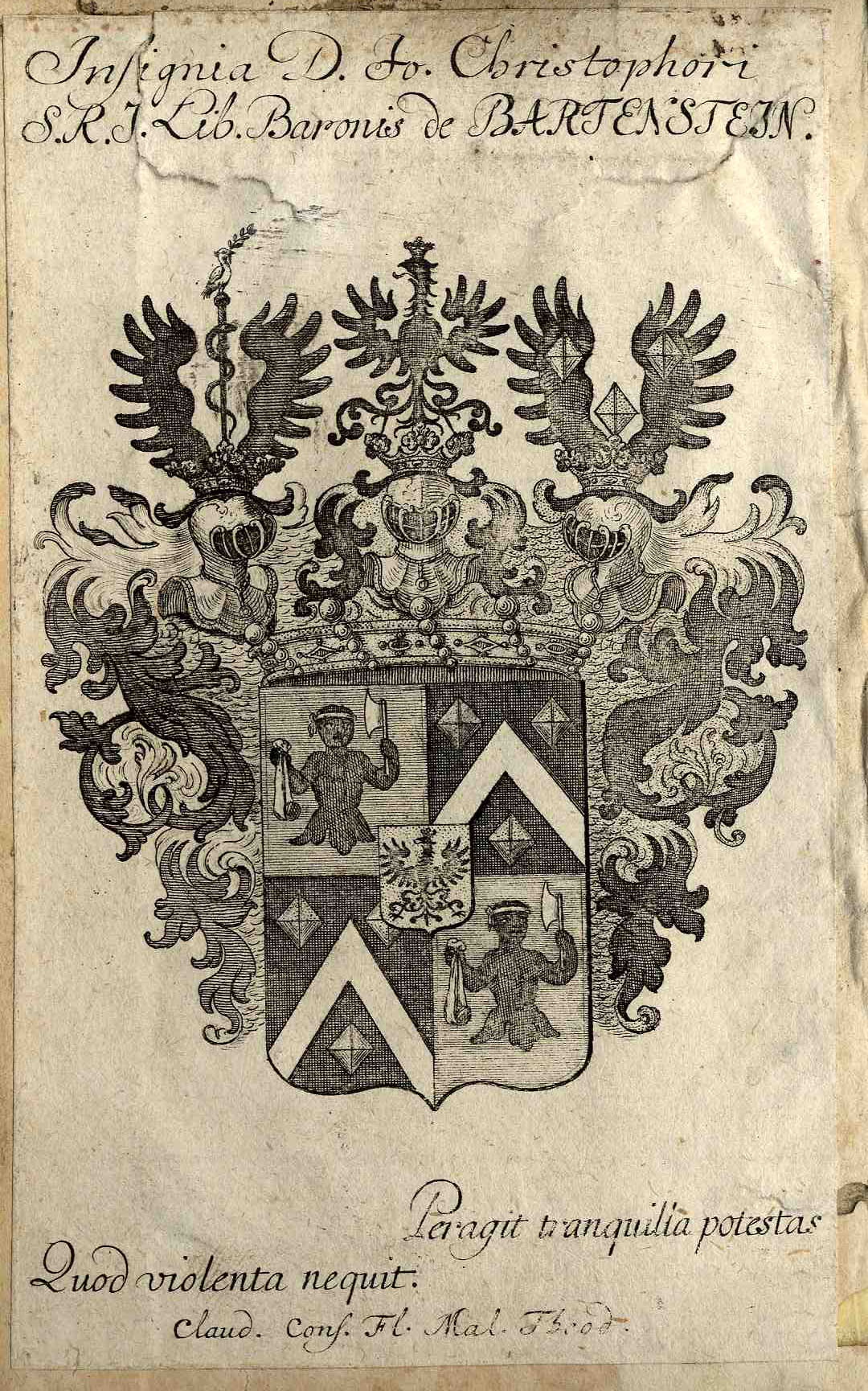
Wappen der Freiherrn von Bartenstein
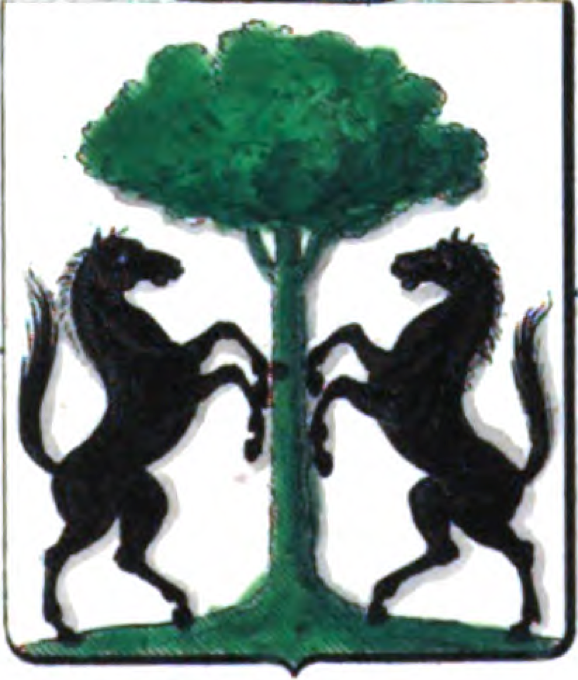
Wappen der flämischen Barone Osy de Zegwaart, mehrfach mit den Bartenstein verschwägert. Das Wappen findet sich auch auf der Familiengruft in Falkenstein.

## Stammliste
1. Johann Philipp Bartenstein (1650–1726) verheiratet mit Elisabeth Artopaeus genannt Beck
  1. Johann Christoph Freiherr von Bartenstein (1689–1767) verheiratet mit Maria Cordula Holler von Doblhof
    1. Joseph Philipp Christoph Freiherr von Bartenstein (1726–1804) verheiratet mit Maria Antonia Freiin von Buol-Wischenau (1744–1773)
      1. Anton Carl Freiherr von Bartenstein († 1831) verheiratet mit Maria Anna Freiin von Braun
        1. Josepha Freiin von Bartenstein († 1800) verheiratet mit Julius Redl von Rottenhausen-Rasztina (1796–)
        2. Catherina Freiin von Bartenstein (1803–1862) verheiratet mit  Markus Laurenz Bussy von Mignot (1796–1862)

      2. Emmanuel Freiherr von Bartenstein († 1838) verheiratet mit Elisabeth Freiin Roden von Hirzenau († 1844)
        1. Joseph Freiherr von Bartenstein (* 1801) verheiratet mit Maria Freiin von Bartenstein
          1. Ernst Freiherr von Bartenstein (1827–1866)

      3. Johann Nepomuk Freiherr von Bartenstein († 1843) verheiratet mit Maria Anna Franzisca von Kees
        1. Maria Freiin von Bartenstein, verheiratet mit Joseph Freiherr von Bartenstein
        2. Anna Freiin von Bartenstein, verheiratete von Schindlöcker
        3. Caroline Freiin von Bartenstein
        4. Moritz Freiherr von Bartenstein  (* 1812)
        5. August Freiherr von Bartenstein  (* 1814)

    2. Christoph Innozenz von Bartenstein (1735–1761) verheiratet mit Barbara Freiin von Osy von Zeegward (1736–1797)
      1. Christoph Johann II Freiherr von Bartenstein (1759–1843) verheiratet mit Eugenie Gräfin Helmann von Termeeren (1759–1834)
        1. Franz von Bartenstein (1783–1818) und seine Frau Sophia von Bartenstein (1786–1867)
          1. Franziska Posthuma von Bartenstein (1819–1847), Tochter des Franz von Bartenstein, erste Ehefrau des Maximilian Vrints von Falkenstein

        2. Johann Josef Freiherr von Bartenstein (1784–1847)
        3. Ludovika von Bartenstein, verehelichte Freifrau Osy von Zeegwaard (1786–1847)
          1. Eugenie Osy von Zeegwaard (1807–1871), in erster Ehe mit ihrem Onkel Karl von Bartenstein (1794–1847), in zweiter Ehe mit Maximilian Vrints von Falkenstein verheiratet.

        4. Karl von Bartenstein (1794–1847) verheiratet mit Eugenie Osy von Zeegwaard (1807–1871), Tochter seiner Schwester Ludovika

      2. Johann Christoph von Bartenstein (1757–1829) verheiratet mit Katharina Gräfin Helmann von Teereren (1756–1817)
        1. Sophia von Bartenstein (1786–1867), verheiratet mit Franz von Bartenstein (1783–1818)

      3. Theresia Freiin von Bartenstein († 30. Juli 1754), verheiratet mit Franz Michael Florenz von Lilien

## Besitzungen

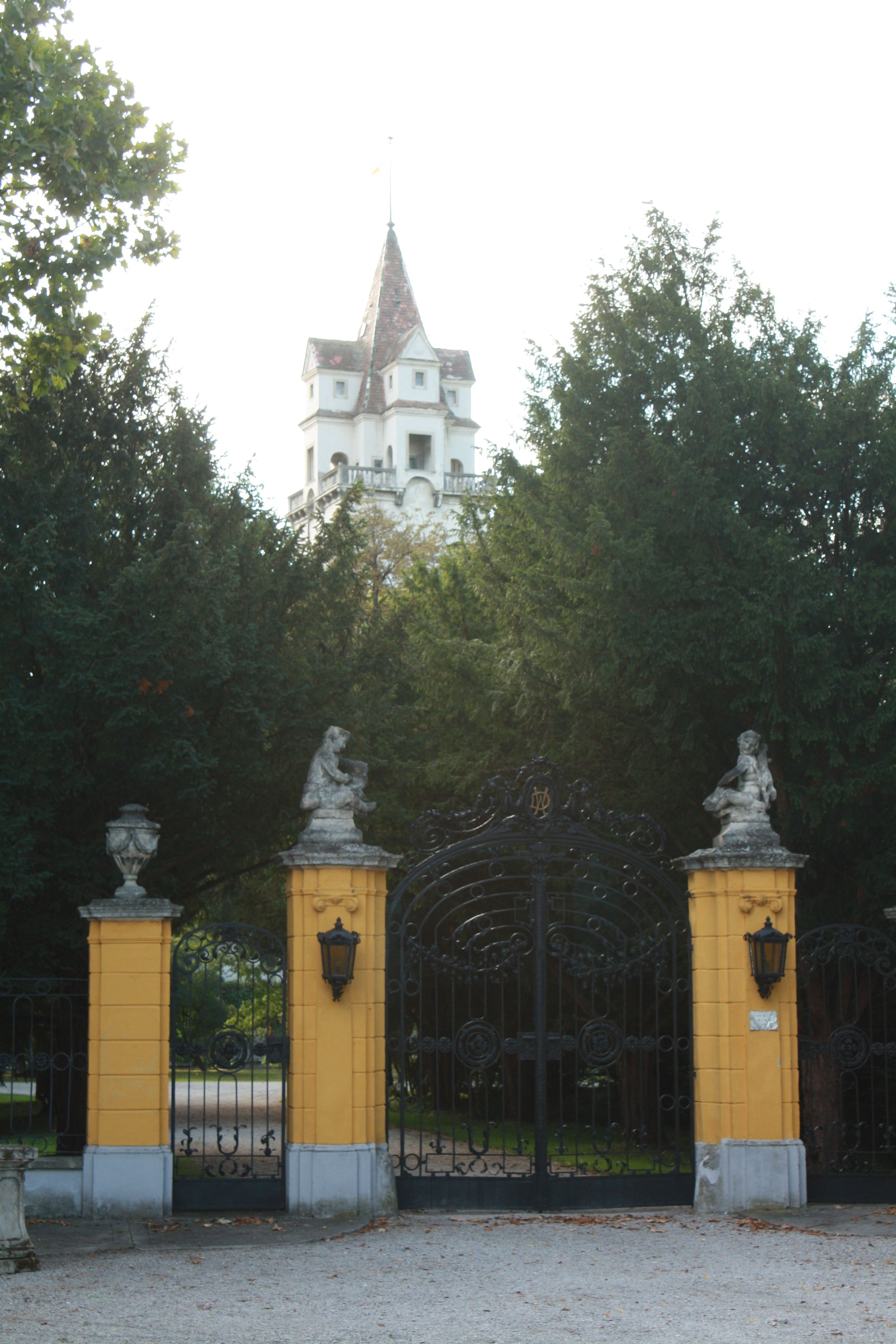
Schloss Ebreichsdorf, erworben 1749.
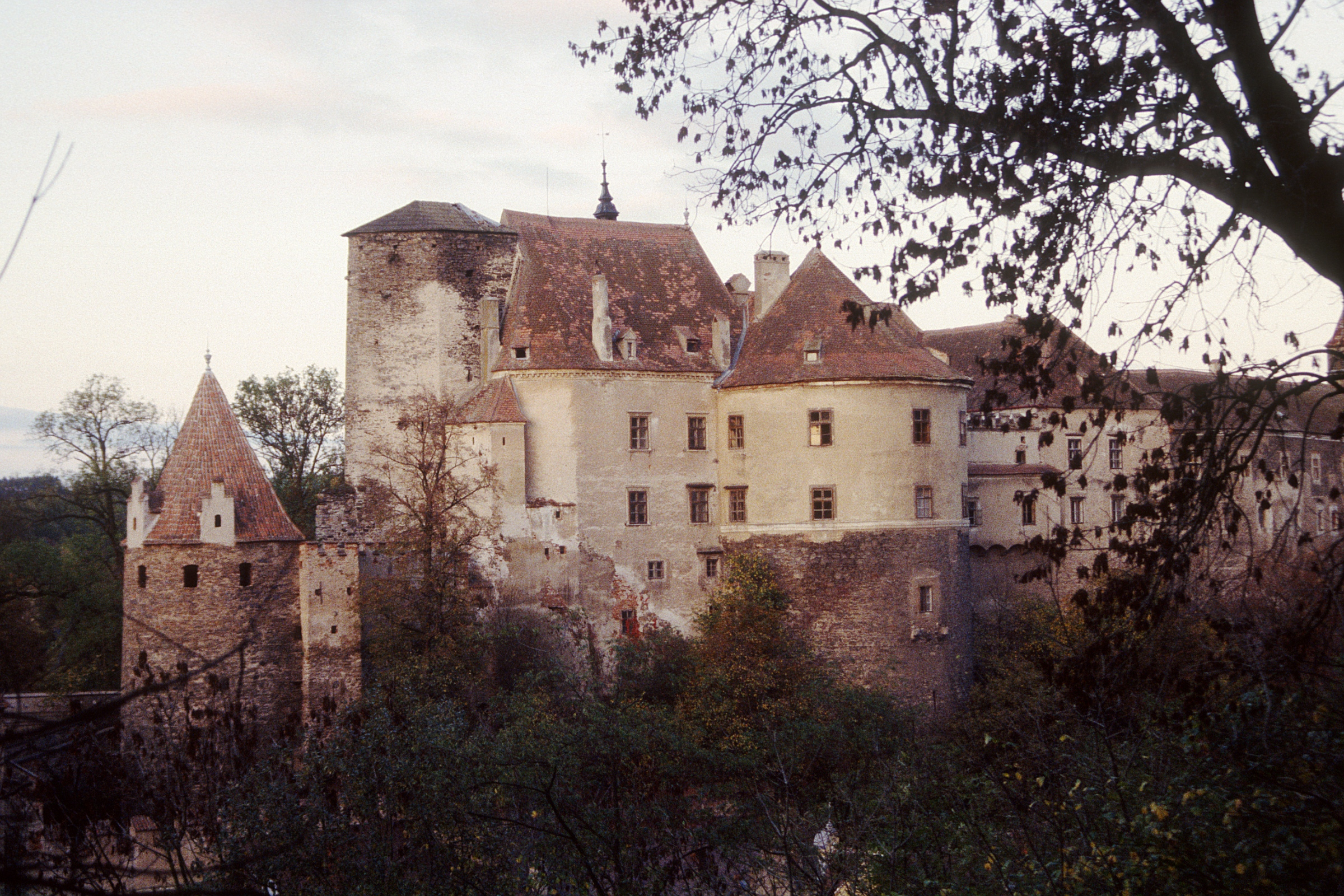
Schloss Raabs, 1760 gekauft.
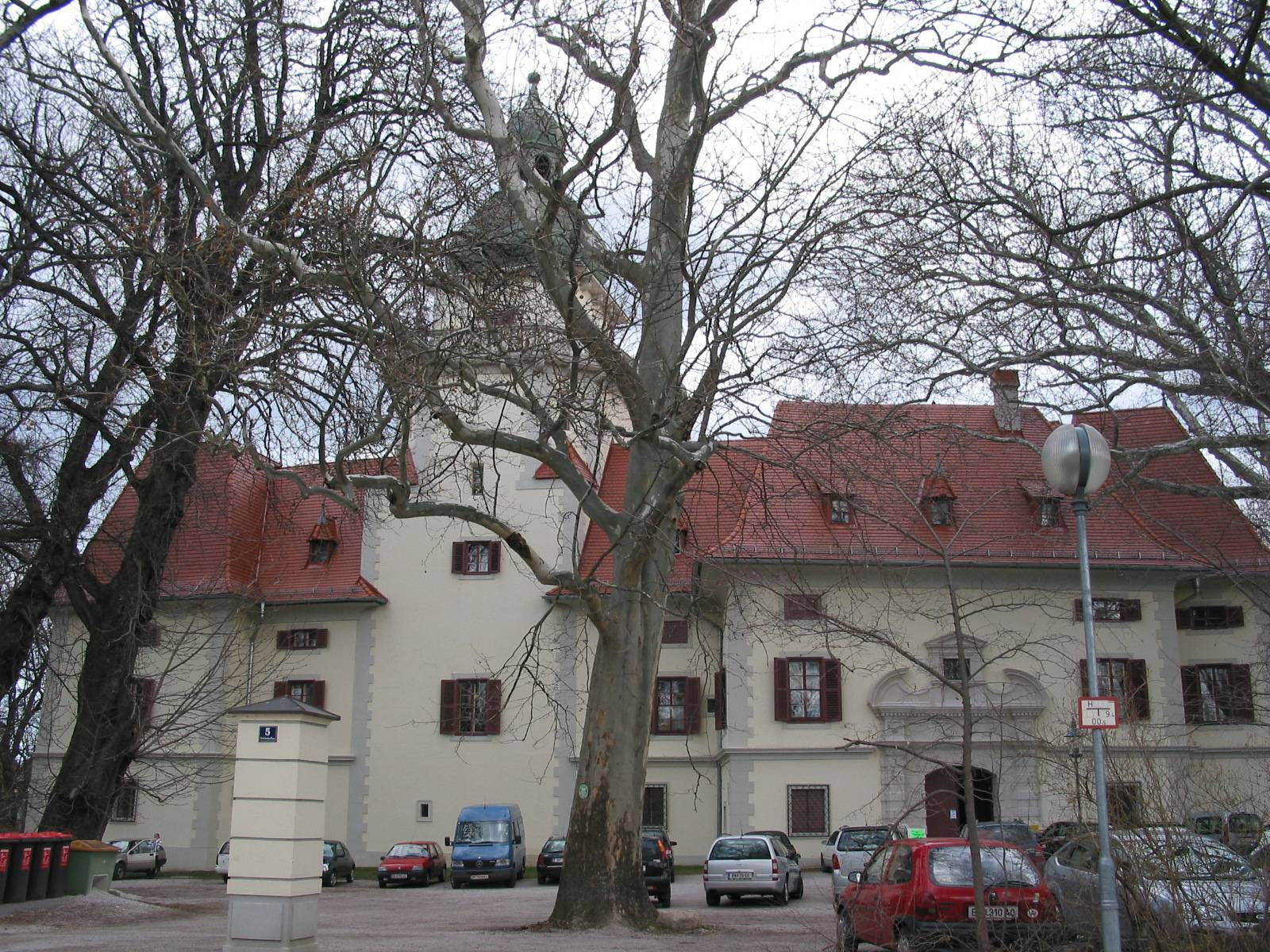
Schloss Tribuswinkel
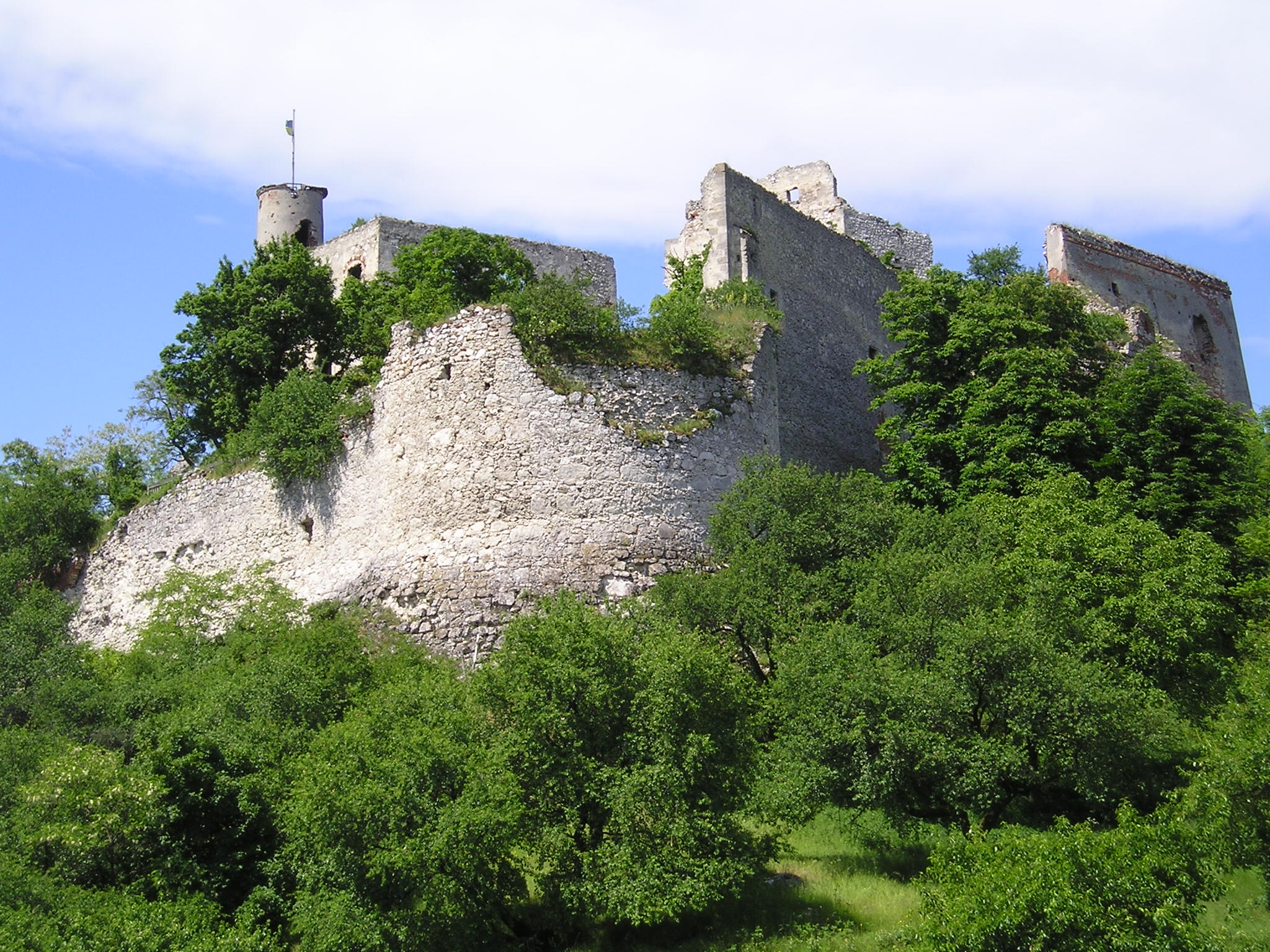
Burg Falkenstein, als Ruine gemeinsam mit Schloss Poysbrunn erworben.
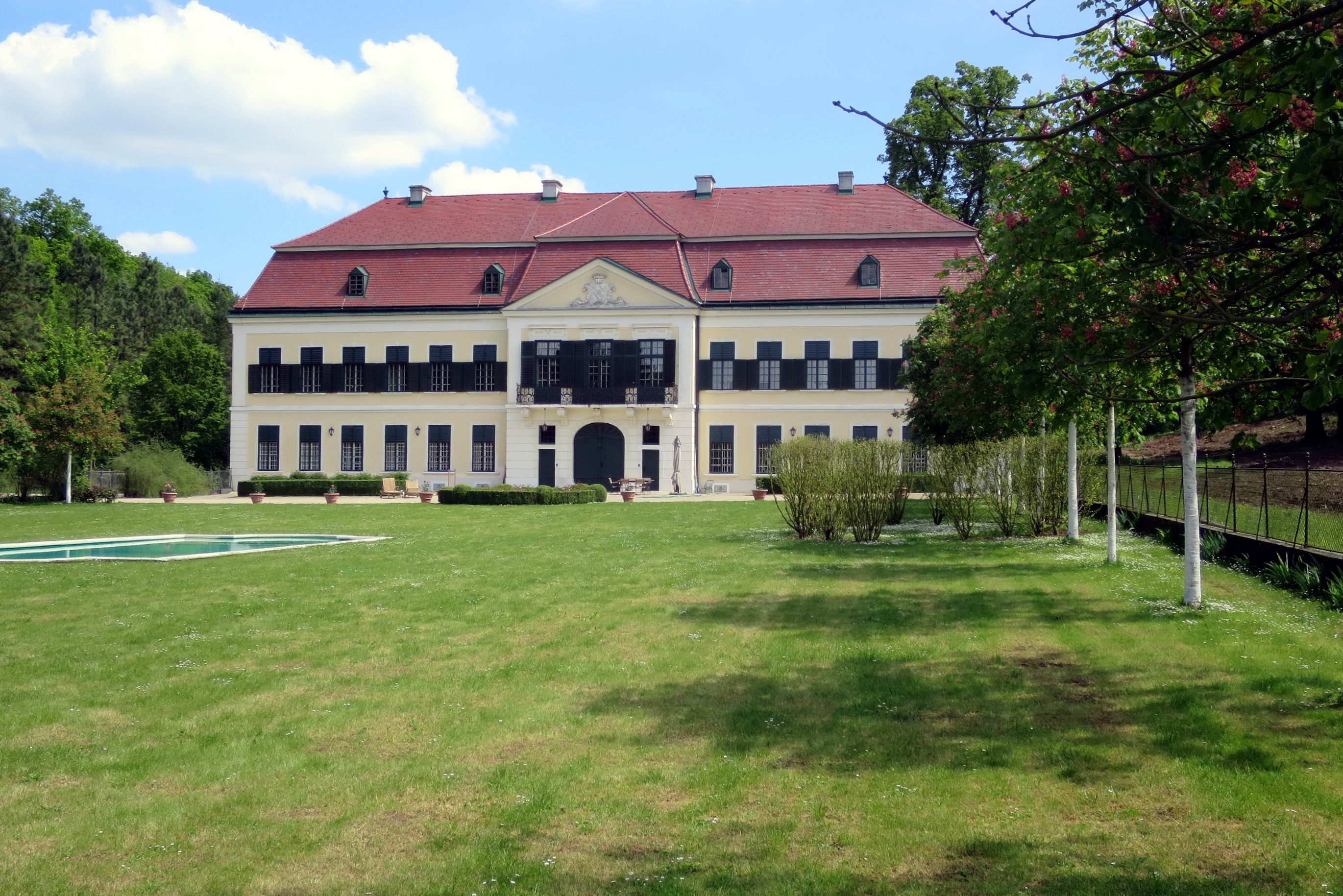
Schloss Glaswein, 1831 von den Fünfkirchen gekauft.
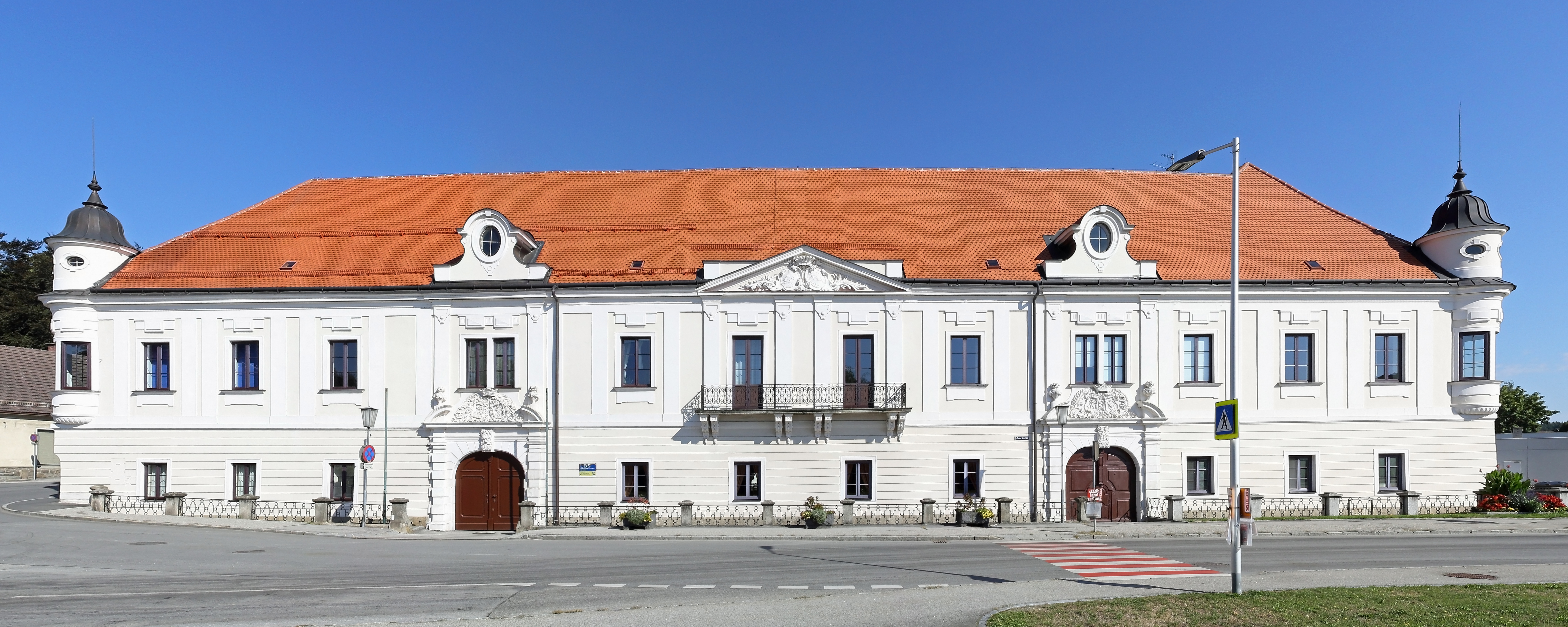
Schloss Schrems, heute Landesberufsschule, mit den Wappen der Bartenstein und Osy von Zeegwart über den Portalen und dem Wappen der Vrints im Dreiecksgiebel über dem Balkon.
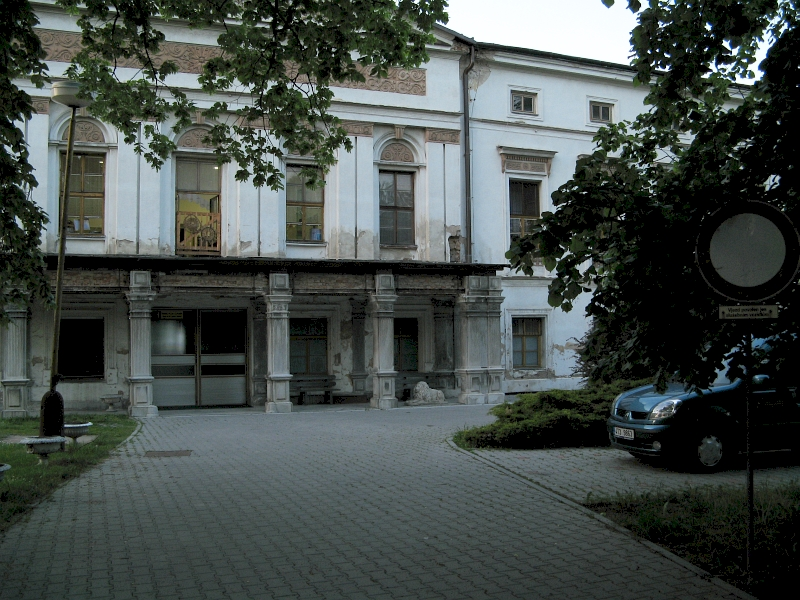
Schloss Hennersdorf, von 1739 bis 1866 im Familienbesitz
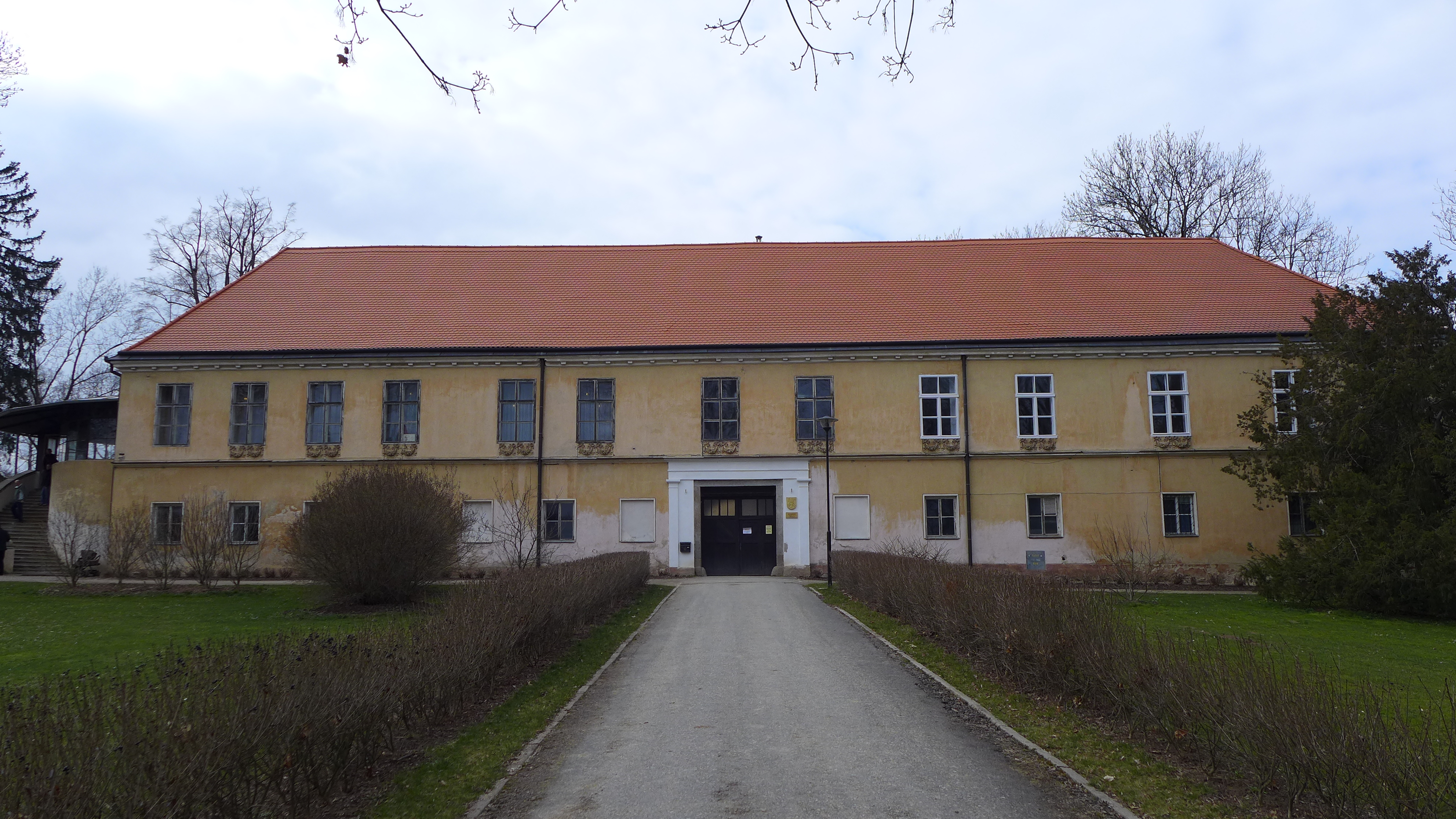
Schloss Deutsch Knönitz, von 1809 bis 1869 im Besitz der Familie

## Grablege
1819 ließ Christoph Johann Freiherr von Bartenstein die Familiengruft in Falkenstein anlegen.

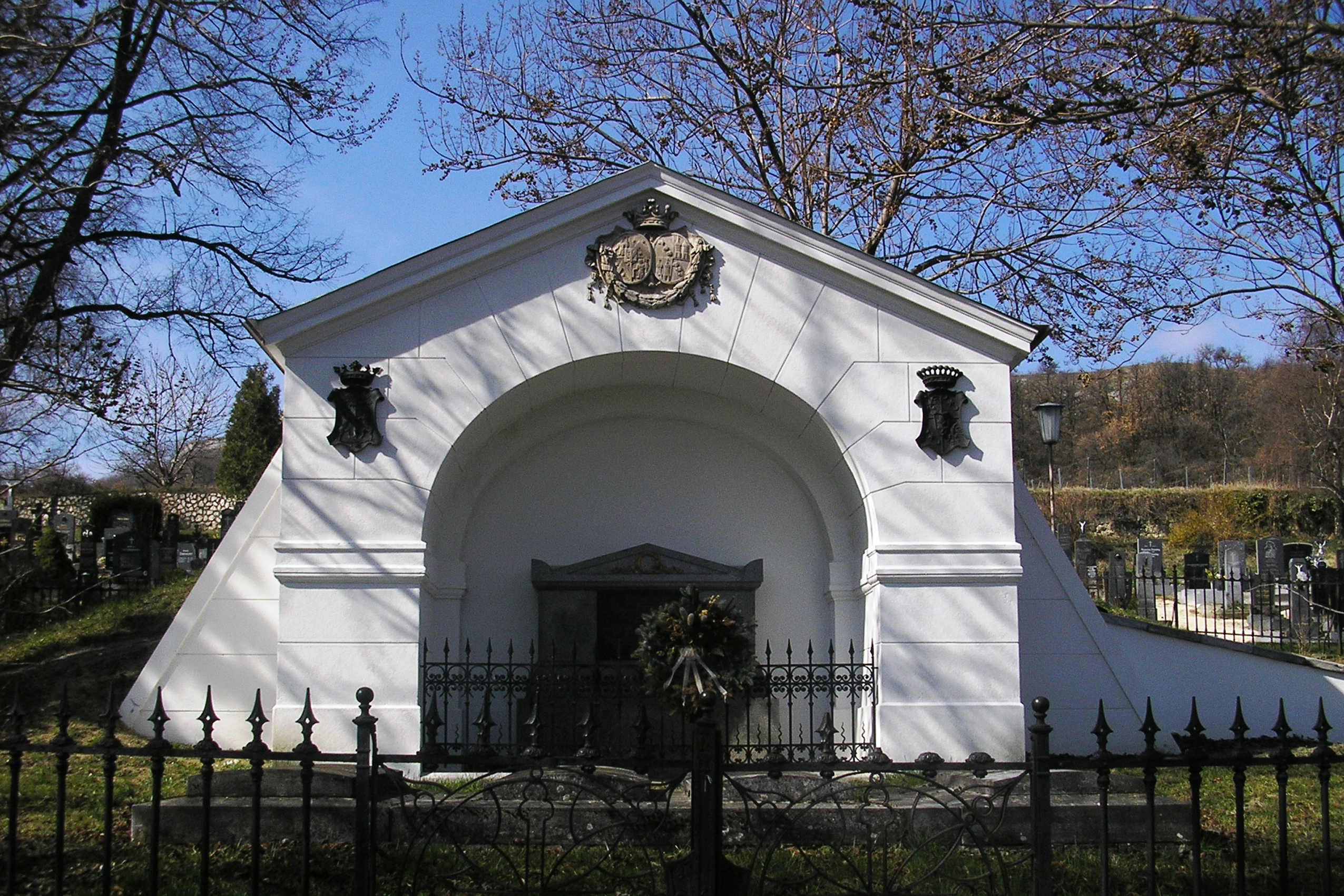
Gruft der Familie Bartenstein in Falkenstein.

## Andere Adelsgeschlechter von Bartenstein
Die Freiherrn von Bartenstein sind weder mit dem gleichnamigen Adelsgeschlecht der Ritter von Bartenstein oder den Fürsten von Hohenlohe-Bartenstein verwandt.